# Riccardo Filippi
Riccardo Filippi, född den 25 januari 1931 i Ivrea, död den 21 april 2015 i Lessolo, var en italiensk professionell landsvägscyklist som blev världsmästare i linjelopp för amatörer 1953. Dagen efter blev Fausto Coppi världsmästare i linjelopp för professionella och tillsammans vann de därefter partempoloppet Trofeo Baracchi tre år i rad (1953-1955) och blev dessutom tvåa 1956. 1957 blev Filippi tvåa i Züri Metzgete. Bland övriga meriter kan nämnas fjärdeplats totalt i Paris-Nice 1954 och en tiondeplats i Milano-Sanremo 1958.